# خصوصی و شخصی (فیلم)
خصوصی و شخصی (به انگلیسی: Up Close and Personal) فیلمی محصول سال ۱۹۹۶ و به کارگردانی جان اونت است. در این فیلم بازیگرانی همچون رابرت ردفورد، میشل فایفر، استاکرد چنینگ، جو مانتگنا، کیت نلیگان، گلن پلامر، جیمز ربهورن، ریموند کروز، دی‌دی فایفر، میگل ساندووال، نوبل ویلینگهام، جیمز کارن، برایان مارکینسون ایفای نقش کرده‌اند.